# Brooddeeg

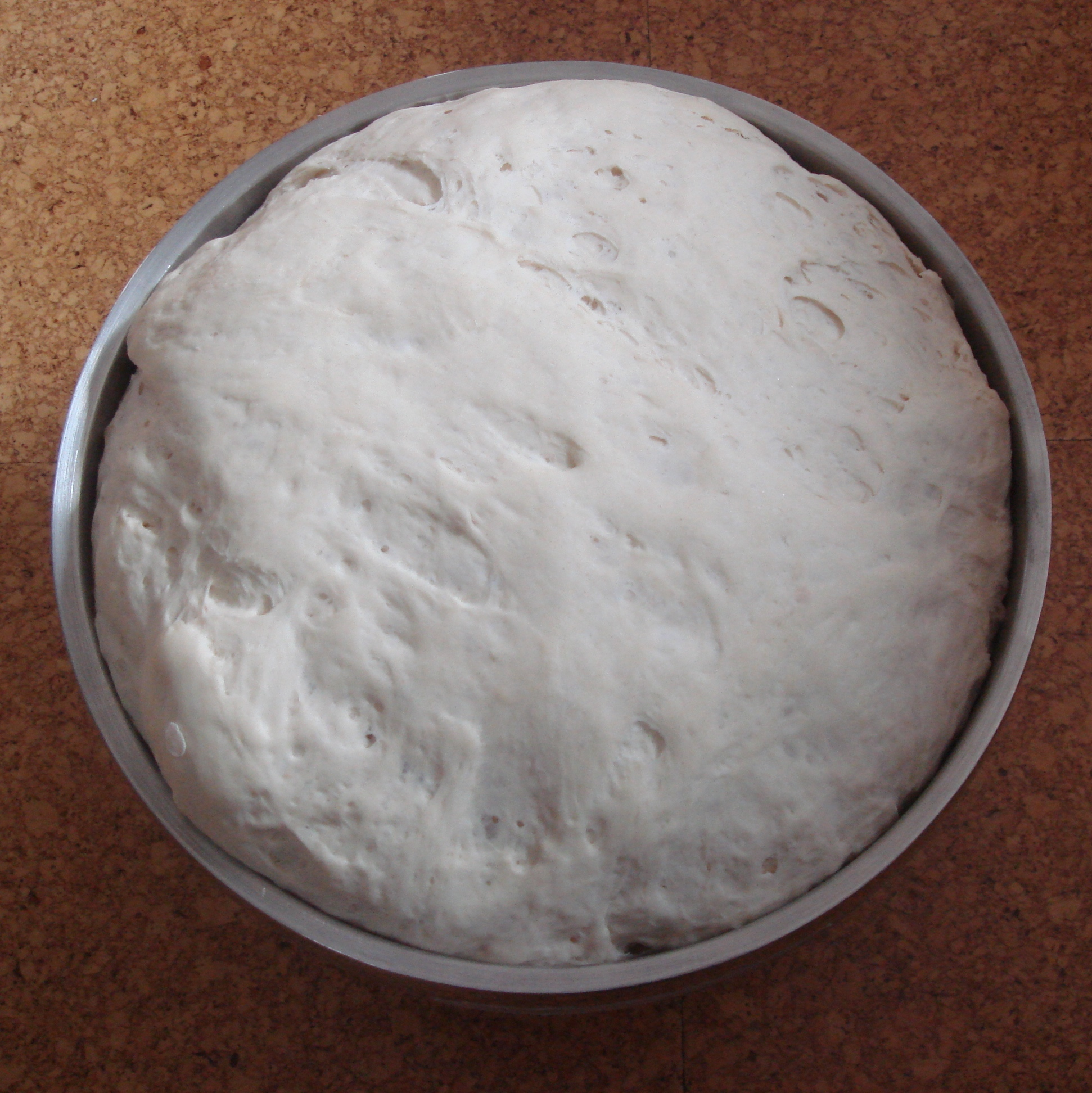
Gerezen brooddeeg

Brooddeeg is een mengsel van meel of bloem (vooral dat van tarwe is zeer geschikt), wat water of melk, zout en vaak een rijsmiddel zoals gist, zuurdesem of bakpoeder, bedoeld om brood te maken. Hoewel beslag veel meer vocht bevat en andere vormen van deeg vaak veel meer vet, eieren en suiker bevatten, zijn er allerlei overgangen, zoals deeg voor muffin, poffert, Pools maanzaadbrood en scone.

## Bereiding
Door kneden ontstaat een elastische massa die met de hand of in een vorm vormgegeven kan worden. Om een elastisch deeg te verkrijgen, moeten de ingrediënten gedurende 10 tot 15 minuten stevig gekneed worden. Hierbij ontvouwt het gluten zich, zodat het brood goed kan rijzen. Deeg met gist bereid moet ongeveer een uur rijzen op een warme (maximaal 40° Celsius) en tochtvrije plaats. Vervolgens moet het deeg goed gekneed worden om alle grote luchtbellen te verwijderen. Daarna wordt het doorgaans in een oven gebakken. Daartoe wordt het in een bakblik gedaan of anderszins in de gewenste vorm gebracht en op een bakplaat gelegd. Dan moet het nogmaals rijzen tot het dubbel zo groot is geworden waarna het deeg in de oven gebakken wordt tot het brood gaar is.

### Broodbakmachine
Er zijn in de eenentwintigste eeuw ook broodbakmachines ontwikkeld, waar alle ingrediënten ingaan en waar na een uur of drie het afgebakken brood uit te nemen is.

## Brood van zoutdeeg
Meestal wordt deeg gebakken met het oog op consumptie, maar soms is het uitsluitend als plastisch kunstwerk bedoeld, hiervoor wordt dan extra veel zout toegevoegd om de houdbaarheid te verlengen. Zie ook boetseren met brooddeeg.